# 全インド統一ムスリム評議会
全インド統一ムスリム評議会（ウルドゥー語: کل ہند مجلس اتحاد المسلمين Kul Hind Majlis-e-Ittehadul Muslimeen、英語: All India Majlis-e-Ittehadul Muslimeen [略称：AIMIM]）は、インドの政党。ムスリム統一協会ともよばれる。ハイダラーバード地方のムスリム住民を基盤とする。

## 概要

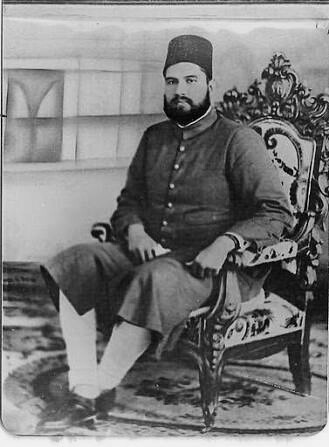
バハードゥル・ヤール・ジャング

1927年、マフムード・ナワーズ・ハーンによって、当時のニザーム藩王国の藩王（ニザーム）たるウスマーン・アリー・ハーンを支持する政党として結成された。
1938年、バハードゥル・ヤール・ジャングが党首となり、1944年からカーシム・ラズヴィーが党首となった。
一時期は同じムスリム勢力として、後にパキスタンを建国する全インド・ムスリム連盟と協力関係にあった。保守政党ではあるものの、イスラーム政党のためインド人民党などのヒンドゥー系の保守政党とは相容れず、現在は世俗主義のインド国民会議と協力関係にあり、統一進歩同盟に加わっている。なお、ムスリムの権益保護を掲げる政党であるが、宗教政党というわけではない。